# Alberto Marcovecchio
Alberto Andrés Marcovecchio (Avellaneda, 6 de marzo de 1893-Lanús, 28 de febrero de 1958) fue un futbolista argentino, que se desempeñó como delantero. Fue protagonista de la era dorada del Racing Club en la etapa amateur del fútbol argentino, en la que el equipo obtuvo siete títulos consecutivos y se ganó el apodo de «la Academia». Es, junto a Alberto Ohaco y Armando Reyes, el máximo ganador en la historia del club (20).

## Clubes
| Club        | País      | Año         | Partidos | Goles |
| ----------- | --------- | ----------- | -------- | ----- |
| Racing Club | Argentina | 1911 - 1922 | 229      | 207   |

## Palmarés

### Campeonatos nacionales
| Título           | Club        | País      | Año  |
| ---------------- | ----------- | --------- | ---- |
| Copa de Honor    | Racing Club | Argentina | 1912 |
| Primera División | Racing Club | Argentina | 1913 |
| Copa de Honor    | Racing Club | Argentina | 1913 |
| Copa Ibarguren   | Racing Club | Argentina | 1913 |
| Primera División | Racing Club | Argentina | 1914 |
| Copa Ibarguren   | Racing Club | Argentina | 1914 |
| Primera División | Racing Club | Argentina | 1915 |
| Copa de Honor    | Racing Club | Argentina | 1915 |
| Primera División | Racing Club | Argentina | 1916 |
| Copa Ibarguren   | Racing Club | Argentina | 1916 |
| Primera División | Racing Club | Argentina | 1917 |
| Copa de Honor    | Racing Club | Argentina | 1917 |
| Copa Ibarguren   | Racing Club | Argentina | 1917 |
| Primera División | Racing Club | Argentina | 1918 |
| Copa Ibarguren   | Racing Club | Argentina | 1918 |
| Primera División | Racing Club | Argentina | 1919 |
| Primera División | Racing Club | Argentina | 1921 |

### Campeonatos internacionales
| Título                  | Club        | País      | Año  |
| ----------------------- | ----------- | --------- | ---- |
| Copa de Honor Cousenier | Racing Club | Argentina | 1913 |
| Copa Aldao              | Racing Club | Argentina | 1917 |
| Copa Aldao              | Racing Club | Argentina | 1918 |

## Selección nacional argentina
| Copa              | Sede      | Resultado  |
| ----------------- | --------- | ---------- |
| Copa América 1916 | Argentina | Subcampeón |

## Distinciones individuales
- Máximo Goleador de la Primera División (2): 1917, 1919
- Máximo Goleador de la Copa de Honor (3): 1913, 1915, 1917
- Máximo Goleador de la Copa Dr. Carlos Ibarguren (3): 1913, 1914, 1916
- Máximo Goleador de la Copa de Competencia Jockey Club (3): 1913, 1914, 1919